# Bredstedt
Bredstedt (på danska heter staden Bredsted och på frisiska Bräist) är en stad på den nordfrisiska västkusten i Sydslesvig, i det tyska förbundslandet Schleswig-Holstein, och är belägen mellan Husum och Niebüll. Staden tillhör amtet Mittleres Nordfriesland tillsammans med ytterligare 18 kommuner i distriktet Nordfriesland.

## Historia
Bredstedt omnämns första gången i Kung Valdemars jordebok 1231 som Brethaestath. År 1477 fick Bredstedt, som på den tiden ännu låg vid havet, status som handelsplats. På medeltiden var Bredstedt tingsställe i Nørre Gøs Herred.
Den danska konstnären Christian Albrecht Jensen föddes i Bredstedt 1792 och dog i Köpenhamn 1870.

## Minoriteter

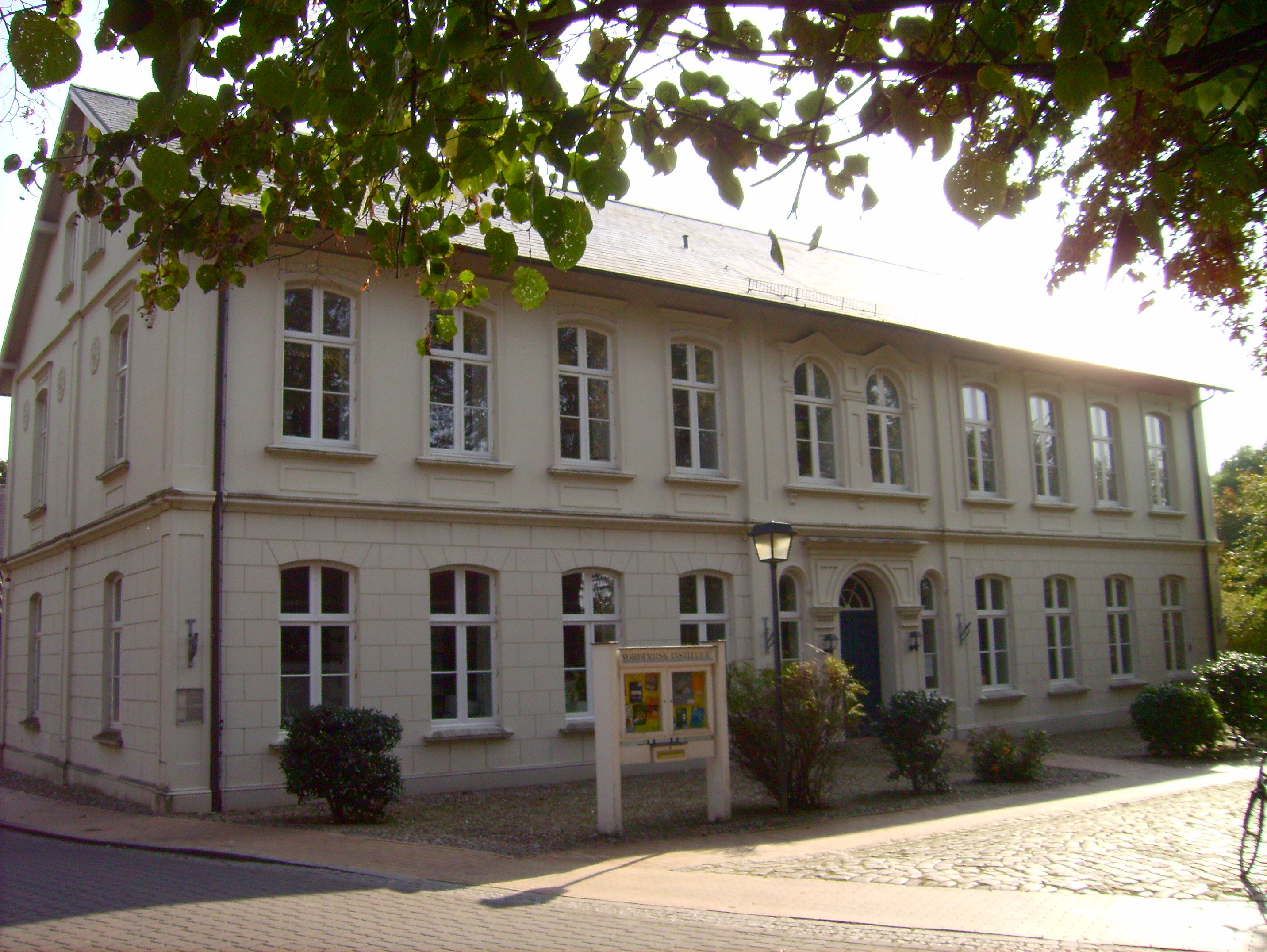
Nordfrisiska institutet i Bredstedt etablerades 1964. Det utger varje år en nordfrisisk årbok och tidskriften Nordfriesland. Byggnaden som nordfriserna håller till i användes tidigare som folkskola i staden.

I Bredstedt talas förutom tyska och lågtyska, dessutom danska och nordfrisiska. I staden finns Noardfrysk Ynstitút, som är nordfrisernas kulturinstitution med bibliotek och vetenskaplig forskning, en dansk skola med ca 150 elever (2005) och en dansk förskola anpassad till 60 barn. Vid sidan av den danska skolan finns Clementshus, som är namnet på det danska äldreboendet i Bredstedt.

## St. Nicolai-Kirche

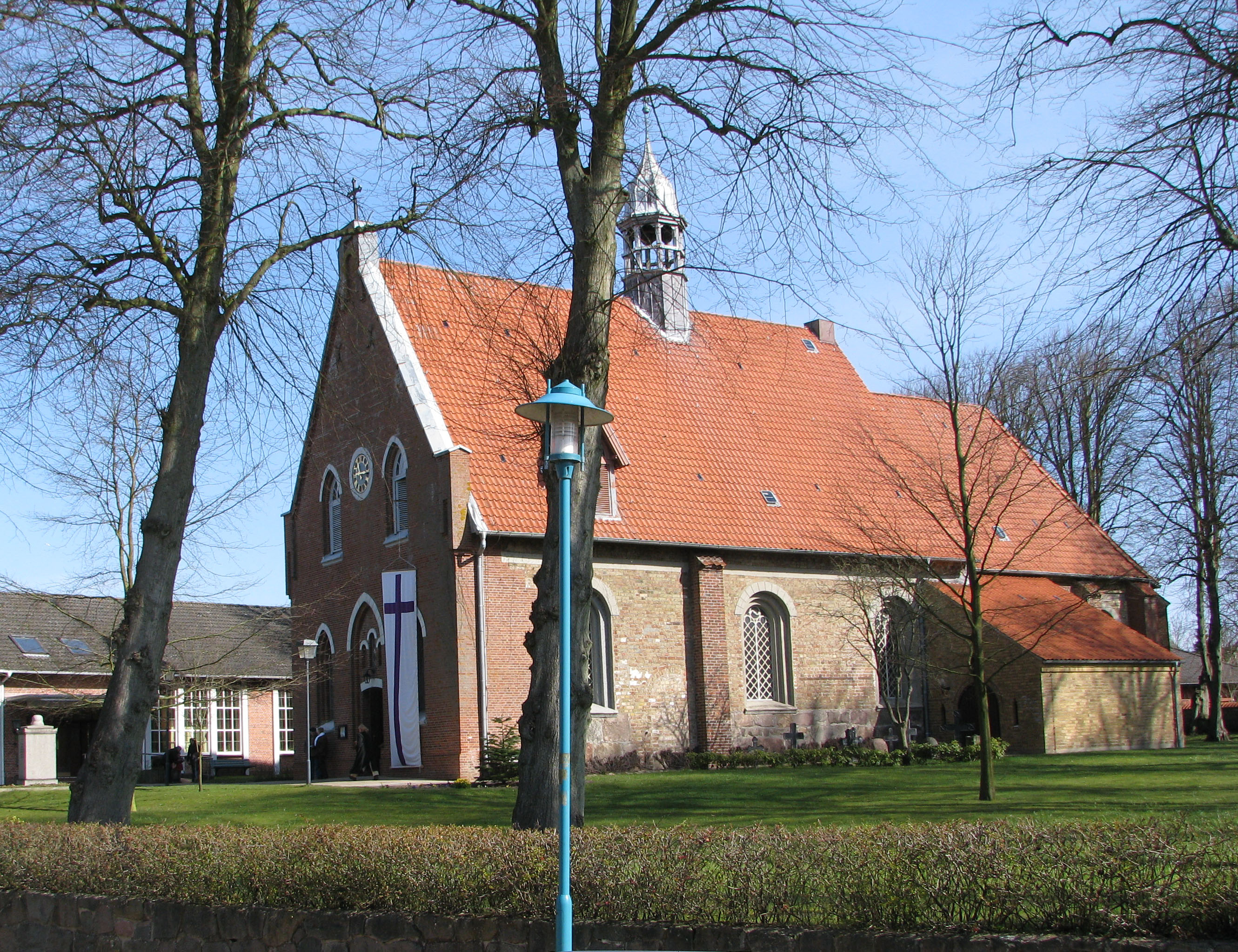
St. Nicolai-Kirche i Bredstedt.

Stadens kyrka som är helgad åt Sankt Nikolaus är en sengotisk blockstenskyrka från 1510. Kyrkan är utsmyckad med en altaruppsats med tre flyglar från 1580 och ett sengotisk korbågskrucifix från 1400-talet. På kyrkogården finns flera gravstenar från tidsperioden 1500-talet – 1700-talet.